# Ivuniraarjuq Island
Ivuniraarjuq Island – mała niezamieszkana wyspa należąca do Archipelagu Arktycznego, znajdująca się w regionie Kivalliq, Nunavut, Kanada. Jest oddalona o 36 km na południe od osady Whale Cove.
Pobliskie wyspy to Imilijjuaq Island, Imiligaarjuk Island, Walrus Island, Airartuuq Island, Bibby Island, Flattop Island i Irik Island.